# Kabinett Birkavs
Das Kabinett Birkavs war die zweite Regierung Lettlands nach der Unabhängigkeit 1990. Es amtierte vom 3. August 1993 bis zum 19. September 1994. Das Kabinett Godmanis I wurde von der Lettischen Front getragen, die bei der Parlamentswahl 1993 an der Vier-Prozent-Hürde scheiterte. Stärkste Partei wurde der Lettlands Weg, der 36 der 100 Abgeordneten stellte und gemeinsam mit dem Bauernbund eine Minderheitsregierung stellte. Der Austritt des Bauernbundes im Sommer 1994 führte zum Rücktritt der Regierung am 3. Juli 1994.

## Kabinettsmitglieder
| Ressort                                                                                   | Name                           | Partei | Partei    | Amtszeit                                |
| ----------------------------------------------------------------------------------------- | ------------------------------ | ------ | --------- | --------------------------------------- |
| Ministerpräsident                                                                         | Valdis Birkavs                 |        | LC        | 3. August 1993 – 19. September 1994     |
| stellvertretender Ministerpräsident                                                       | Ojārs Kehris                   |        | LC        | 3. August 1993 – 19. September 1994     |
| stellvertretender Ministerpräsident                                                       | Egils Levits                   |        | LC        | 3. August 1993 – 19. September 1994     |
| stellvertretender Ministerpräsident                                                       | Māris Gailis                   |        | LC        | 3. August 1993 – 19. September 1994     |
| Verteidigungsminister                                                                     | Valdis Pavlovskis              |        | LC        | 3. August 1993 – 19. September 1994     |
| Außenminister                                                                             | Georgs Andrejevs               |        | LC        | 3. August 1993 – 7. Juni 1994           |
| Außenminister                                                                             | Valdis Birkavs (kommissarisch) |        | LC        | 7. Juni 1994 – 19. September 1994       |
| Wirtschaftsminister                                                                       | Ojārs Kehris                   |        | LC        | 3. August 1993 – 19. September 1994     |
| Finanzminister                                                                            | Uldis Osis                     |        | LC        | 3. August 1993 – 19. September 1994     |
| Innenminister                                                                             | Ģirts Valdis Kristovskis       |        | LC        | 3. August 1993 – 19. September 1994     |
| Minister für Bildung, Kultur und Wissenschaft                                             | Jānis Vaivads                  |        | LC        | 3. August 1993 – 17. August 1994        |
| Minister für Bildung und Wissenschaft                                                     | Jānis Vaivads (kommissarisch)  |        | LC        | 17. August 1994 – 19. September 1994    |
| Kulturminister                                                                            | Jānis Dripe (kommissarisch)    |        | LC        | 17. August 1994 – 19. September 1994    |
| Sozialminister                                                                            | Jānis Ritenis                  |        | LC        | 3. August 1993 – 19. September 1994     |
| Verkehrsminister                                                                          | Andris Gūtmanis                |        | LC        | 3. August 1993 – 19. September 1994     |
| Justizminister                                                                            | Egils Levits                   |        | LC        | 3. August 1993 – 19. September 1994     |
| Minister für das nationale Reformprogramm                                                 | Māris Gailis                   |        | LC        | 3. August 1993 – 19. September 1994     |
| Minister für Umweltschutz und regionale Entwicklung                                       | Ģirts Lūkins                   |        | LZS       | 3. August 1993 – 19. September 1994     |
| Landwirtschaftsminister                                                                   | Jānis Kinna                    |        | LZS       | 3. August 1993 – 19. September 1994     |
| Minister für besondere Aufgaben                                                           | Edvīns Inkēns                  |        | LC        | 3. August 1993 – 19. September 1994     |
|                                                                                           |                                |        |           |                                         |
| Staatsminister                                                                            |                                |        |           |                                         |
| Staatsminister für Außenhandel und Europa im Außenministerium                             | Oļģerts Pavlovskis             |        | LC        | 3. August 1993 – 19. September 1994     |
| Staatsminister für die baltischen und nordischen Staaten im Außenministerium              | Gunārs Meierovics              |        | LC        | 3. August 1993 – 19. September 1994     |
| Staatsminister für Haushalt im Finanzminister                                             | Jānis Platais                  |        | parteilos | 3. August 1993 – 19. September 1994     |
| Staatsminister für Menschenrechte                                                         | Olafs Brūvers                  |        | parteilos | 3. März 1994 – 19. September 1994       |
| Staatsminister für Arbeit im Sozialministerium                                            | Andris Bērziņš                 |        | LC        | 3. August 1993 – 19. September 1994     |
| Staatsminister für Energie im Wirtschaftsministerium                                      | Andris Krēsliņš                |        | parteilos | 3. März 1994 – 19. September 1994       |
| Staatsminister für Staatsvermögen im Finanzminister                                       | Edmunds Krastiņš               |        | LZS       | 3. März 1994 – 19. September 1994       |
| Staatsminister für Kultur im Ministerium für Bildung, Kultur und Forschung                | Raimonds Pauls                 |        | parteilos | 3. August 1993 – 20. September 1993     |
| Staatsminister für Kultur im Ministerium für Bildung, Kultur und Forschung                | Jānis Dripe                    |        | LC        | 20. September 1993 – 19. September 1994 |
| Staatsminister für Privatisierung                                                         | Druvis Skulte                  |        | LC        | 3. August 1993 – 19. September 1994     |
| Staatsminister für Gesundheit im Sozialministerium                                        | Normunds Zemvaldis             |        | parteilos | 20. September 1993 – 19. September 1994 |
| Staatsminister für Umweltschutz im Ministerium für Umweltschutz und regionale Entwicklung | Indulis Emsis                  |        | LZP       | 3. August 1993 – 19. September 1994     |
| Staatsminister für Forstwirtschaft im Landwirtschaftsministerium                          | Kazimirs Šļakota               |        | LZS       | 3. August 1993 – 19. September 1994     |
| Staatsminister für Staatseinkünfte                                                        | Vilis Krištopans               |        | LC        | 12. August 1993 – 19. September 1994    |

## Parteien
|  | Partei                         |
|  | ------------------------------ |
|  | Lettlands Weg (LC)             |
|  | Lettischer Bauernverband (LZS) |
|  | Grüne Partei Lettlands (LZP)   |